# أغنية العروس (فلم)
أغنية العروس هو فيلم تونسي فرنسي صدرَ عام 2008، وهو الفيلم الثاني للمخرجة والكاتبة كارين ألبو التي ظهرت أيضًا في الفيلم في دورٍ صغيرٍ بصفتها والدة الشخصية الرئيسيّة ميريام.

## القصّة
تعيشُ ميريام (لعبت دورها ليزي بروشير) ونور (لعبت دورها أوليمب بورفال) الفتاتان التونسيتان الصغيرتان في نفس المبنى السكني الفقير في تونس العاصمة في أوائل الأربعينيات. يُسمح لمريام اليهودية بالذهاب إلى المدرسة ومنحها امتيازات معيّنة بينما تَمنع السلطات الاستعمارية الفرنسية نور وهي تونسية الأصل من التعليم. في السادسة عشرة من عمرها، تُخطَب نور لأحد أبناء عمومتها الذي يُدعى خالد لكنّ الزواج يتأجل حتى يتمكَّن خالد من العثور على عملٍ ما.
بحلول تشرين الثاني/نوفمبر 1942 يغزو الجيش الألماني تونس ويُخبر السكَّان الأصليين أنه سيساعدهم في تحريرِ بلادهم من الفرنسيين كما يُلقي اللوم على اليهود في سببِ اشتعالِ الحرب العالمية الثانية. تتطوّر الأمر أكثر حينما يقصفُ الجيش الأمريكي تونس، فيفرضُ الألمان كرد فعلٍ على القصف الذي طال معسكراتهم ضريبةً باهظةً على الجالية اليهودية في تونس.
تفشلُ تيتا والدة ميريام في دفعِ الضريبة التي فرضها الألمان، فتُعرِّف ابنتها على طبيب يهودي ثري أكبر سنًا يُدعى راؤول (لعب دوره سيمون أبكران). ترتعبُ ميريام من احتمال الزواج منه؛ فتُقرٍّر الكذب على والدتها وراؤول مدعيةً أنها لم تعد عذراء، لكنّ راؤول يطرحُ الكثير من الأسئلة على ميريام للتأكّد مما قالت فيُدرك في وقتٍ ما أنها لا تفهمُ الممارسة الجنسيّة بالأساس ليُقرّر حينها الاستمرار في الاستعداد لحفل الزفاف.
على الجانبِ الآخر، يحصلُ خالد على وظيفةٍ عند الألمان مُقتربًا بذلك من الزواج بمريم لكنّ كل شيءٍ يتحطَّمُ فجأةً حينما يقومُ الجيش الألماني رفقة خالد – الذي يعملُ مترجمًا لصالحهم – بتفتيش منزلِ مريم بحثًا عن المال والمجوهرات معتدين على والدتها بالضرب خلال عمليّة التفتيش.
يأمرُ الألمان باعتقالِ جميع اليهود الفقراء وإجبارهم على العمل في معسكرات، بينما تُحاول ميريام الضغط على راؤول – المتزوّجانِ حديثًا – حتى يعمل في المعسكرات ذاتها؛ حيثُ تصفة تارةً بالجبن وتارة أخرى بالفأر مما يدفعهُ للتطوع في المخيّمات.
على الرغمِ من دفعِ راؤول للضريبة المفروضةِ على اليهود، لكنّ هذا لا يجعلهُ لا وهو ولا ميريام محميانِ بشكل كامل. يغزو الجيش الألماني الحمام التركي في تونس مُطاردًا النساء اللواتي لا يرتدين الحجاب مُفترضًا أنهنّ يهود. تتظاهرُ نور وهي في الحمَّام بأن ميريام أختها ثمّ تطلبُ منها وضع الحجاب وتُنجيها بذلك من الاعتقال.
يغضبُ علم خالد حينما يعلم بالقصّة ويقولُ لنور إن اليهود ساعدوا الفرنسيين في قمع السكان التونسيين الأصليين وأن القرآن يُحرّم على المسلمين ربطِ علاقات صداقة مع اليهود. تنقلُ نور بعضًا مما قال لها خالد لميريام مما يتسبَّب في نوعٍ من الشقاقِ بين الفتاتين.
تمتدُّ الحرب لتشمل المنطقة السكنيّة التي يسكنُ فيها راؤول وميريام فتُقرِّر هذه الأخيرة نقل والدتها وحماتها إلى المبنى الفقير الذي أتت منه. على الجانبِ المقابل، تُقرّر نور قراءة القرآن لمعرفة ما يقوله عن اليهود لكنها تفشلُ في ذلك لأنها أمية. يلمحُها جدها وهي تُحاول قراءة القرآن فيُظهر لها مقطعًا يقول إن الناس من جميع الأديان سيدخلون الجنة.
تتزوج نور أخيرًا من خالد، وتبدأ محاولة تغيير معتقداته عن اليهود. نتيجةً لذلك؛ يمنعها خالد من رؤية ميريام لكن نور تُخبره أن القرار في النهاية بيدها. خلال غارة جوية ليلية، تركضُ نور إلى الملجأ تحت الأرض وهناك ترى ميريام ... تتعانقُ الاثنتانِ ويبدآنِ معًا الصلاة.

## تطوير
استندت ألبو في الفيلم إلى رسائل كانت قد قرأتها من جدتها الجزائرية إلى جدها خلال الحرب العالمية الثانية، وذكرت أيضًا أن شخصية تيتا كانت أكثر شخصية تعتمدُ على جدتها.
لم تتمكّن ألبو من العثورِ على فتاة تونسية كانت على استعدادٍ للظهور على الشاشة عاريّة، فوسَّعت نطاق بحثها ليشمل النساء غير الناطقين بالعربية وحتى غير العرب لتستقرَّ أخيرًا على الممثلة الفرنسية أوليمب بورفال التي تعلمت اللغة العربية من أجلِ هذا الدور.

## الجوائز
- عُرض الفيلم في مهرجانٍ سينمائيّ في كيبيك عام 2009.[11]